# 富士英
富士英（1880年—1926年）字意诚，浙江省海盐县人，清末民初政治人物、外交官。

## 生平
1880年，富士英生于浙江省海盐县城武原镇杨家弄。14岁时，富士英离开家乡赴上海学习，先后入上海南洋小学、上海方言馆。1898年，富士英赴日本留学，入早稻田大学学习政治经济学。1902年3月，他毕业归国，在总理各国事务衙门及北洋大臣公署任职，历任学部主事、宪政编查馆编制局副科长。
中华民国成立后，他任外交部秘书。1913年至1919年任驻朝鲜总领事，任职期间在汉城为华侨创建子弟学校，并拒绝了日本方面提出的征购中国驻朝鲜总领事馆以建立日本总督府的要求，并拒绝了日本方面的贿赂。1919年他因病卸任，归国治病。归国后不久，他改任外交部参事。他还曾任俄文专修馆馆长等职务。
1926年，富士英病逝于北京，享年46岁。

## 家庭
富士英有八个子女。
富士英的妻子为陈诵芬，和富士英同为海盐县人。陈诵芬的胞兄为陈大齐，曾任台湾政治大学校长、孔孟学会首届理事长、中华学术院哲学协会会长。